# نيلسون سيمونز
نيلسون سيمونز (بالإنجليزية: Nelson Simmons)‏ هو لاعب كرة قاعدة أمريكي، ولد في 27 يونيو 1963 في واشنطن العاصمة في الولايات المتحدة.